# Fluorescência de raio X
Fluorescência de raio X (FRX ou XRF, do inglês X-ray fluorescence) é a emissão de raios X ditos “característicos” ou “fluorescentes” oriundos de átomos energizados por radiação eletromagnética, comumente na faixa dos raios X ou gama. Esse fenômeno possui diversas aplicações práticas na análise de materiais para determinar sua composição elementar. Esse tipo de análise é amplamente utilizada na investigação de itens de valor histórico, arqueológico ou artístico por ser não-destrutiva, evitando dano ao material.
A análise por FRX é multi-elementar, ou seja, permite a identificação de diversos elementos simultaneamente. No entanto, elementos com número atômico baixo são em geral mais difíceis de detectar, normalmente sendo possível apenas identificar elementos com número atômico maior ou igual a 12. Os sistemas de espectrometria por FRX podem ser divididos em duas categorias: por dispersão de energia (EDXRF, do inglês energy dispersive X-ray fluorescence), que atua na faixa do sódio ao urânio; e por dispersão de comprimento de onda (WDXRF, do inglês wavelength dispersive X-ray fluorescence), na faixa do berílio ao urânio. Em alguns casos, ainda é possível usar essa técnica para determinar a grossura e composição de revestimentos e camadas. Ademais, o aparato necessário para utilizar a técnica de  FRX é pequeno e portátil, permitindo análise in situ.

## Princípio físico

Representação esquemática do princípio físico da FRX.

Quando um material é bombardeado com radiação eletromagnética, ou seja, fótons, os elétrons de seus átomos constituintes podem absorver os fótons. Caso esses possuam energia suficiente, é possível ionizar o átomo, isto é, ejetar um elétron para fora dele. Fótons com energia na faixa de raio X ou gama são capazes de ionizar as camadas eletrônicas mais baixas, deixando uma vacância que torna a estrutura atômica instável. Então, os elétrons em camadas mais altas se deslocam para as mais baixas, e no processo perdem energia, que é liberada na forma de outro fóton, cuja energia obedece a relação: 
{\displaystyle E=h\nu }

Onde {\displaystyle h} é a constante de Planck e {\displaystyle \nu } é a frequência do fóton. Essa energia é igual a diferença de energia das camadas eletrônicas, e não a recebida pelo átomo. Logo, ao receber radiação de alta frequência, o material retorna sua própria radiação, mas em outra frequência. Em geral, esse fenômeno de re-emissão de radiação (em menor frequência) por um material é denominado fluorescência. 

Representação esquemática das transições eletrônicas.

 Essa radiação é característica do átomo, o que permite identificá-lo a partir da radiação que ele emite. Cada transição de camada possui seu nome e energia associada: da camada L para camada K (L→K) é denominada Kα, da camada M para K é Kβ; M→L é Lα, e assim por diante. Quando se realiza o bombardeamento de um material com raios X e se detecta a fluorescência, se observa uma combinação dessas linhas (mais comumente Kα e Kβ), e por meio de uma análise qualitativa é possível determinar a composição elementar do material. 
A análise por FRX envolve utilizar um tubo de raios X ou fontes radioativas emissoras de radiação na faixa X ou gama para induzir a fluorescência. Há um outro tipo de análise, PIXE, que também envolve bombardear um material e detectar sua radiação emitida, mas com utilizando feixe de íons no lugar da fonte de radiação eletromagnética.

## Dispersão

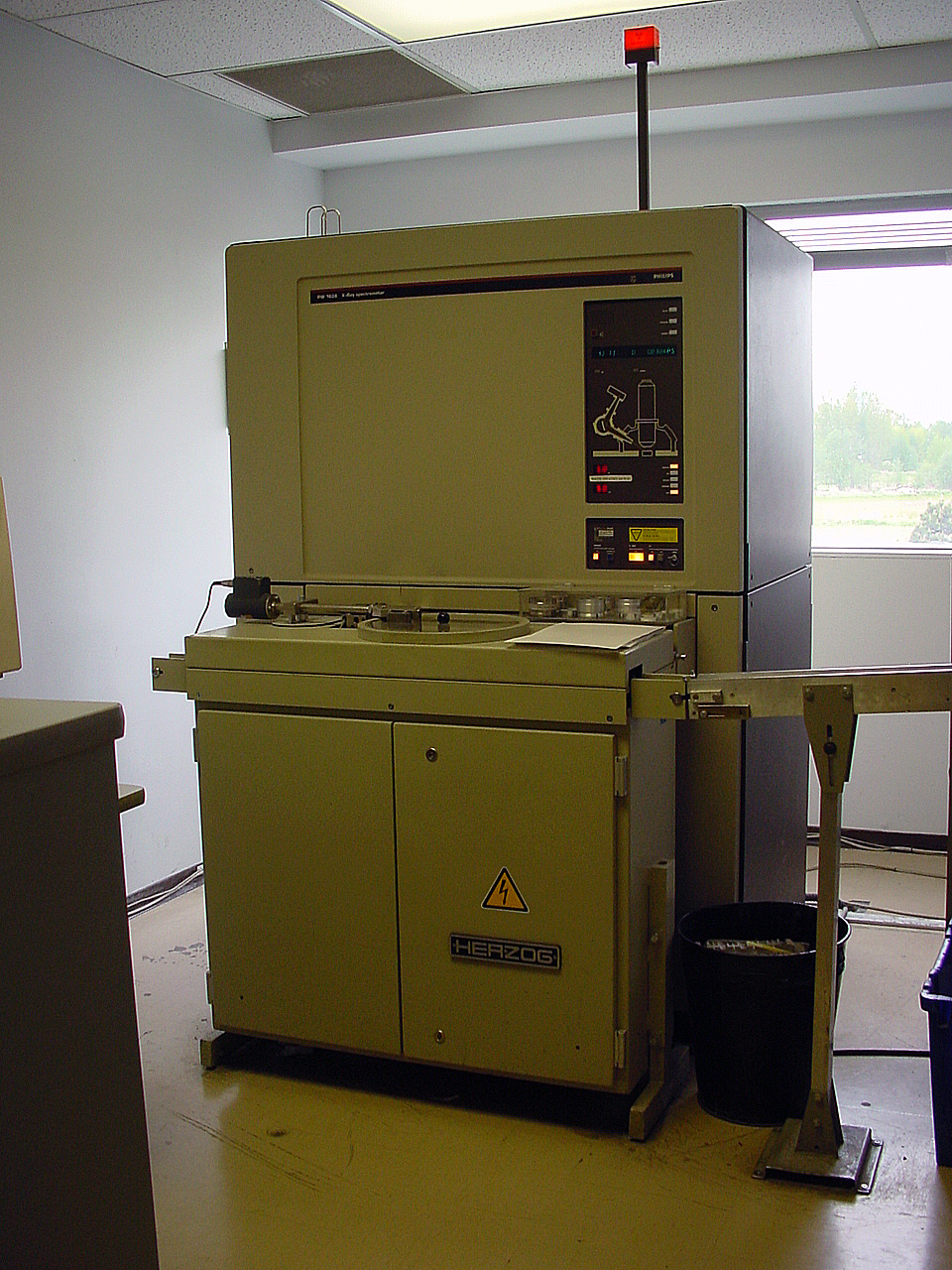
Um espectrômetro de fluorescência de raios X Philips PW1606 com alimentação automatizada para amostras em um laboratório de controle de qualidade em uma fábrica de cimento.

Na análise de espectroscopia por EDXRF, os raios X fluorescentes emitidos pela amostra de material são direcionados para um detector de estado sólido que produz uma distribuição "contínua" de pulsos, cujas tensões são proporcionais às energias dos fótons recebidos. Este sinal é processado por um analisador multicanal (MCA) que produz um espectro digital acumulado que pode ser processado para obter dados analíticos.
Na análise de espectroscopia por WDXRF, os raios X fluorescentes emitidos pela amostra são direcionados para um monocromador baseado em grade de difração. A grade de difração usada é geralmente um único cristal. Ao variar o ângulo de incidência e decolagem no cristal, uma pequena faixa de comprimento de onda de raios X pode ser selecionada. O comprimento de onda obtido é dado pela Lei de Bragg:
{\displaystyle n\cdot \lambda =2d\cdot \operatorname {sen}(\theta )}
onde {\displaystyle d} é o espaçamento das camadas atômicas paralelas à superfície do cristal.

## Detecção

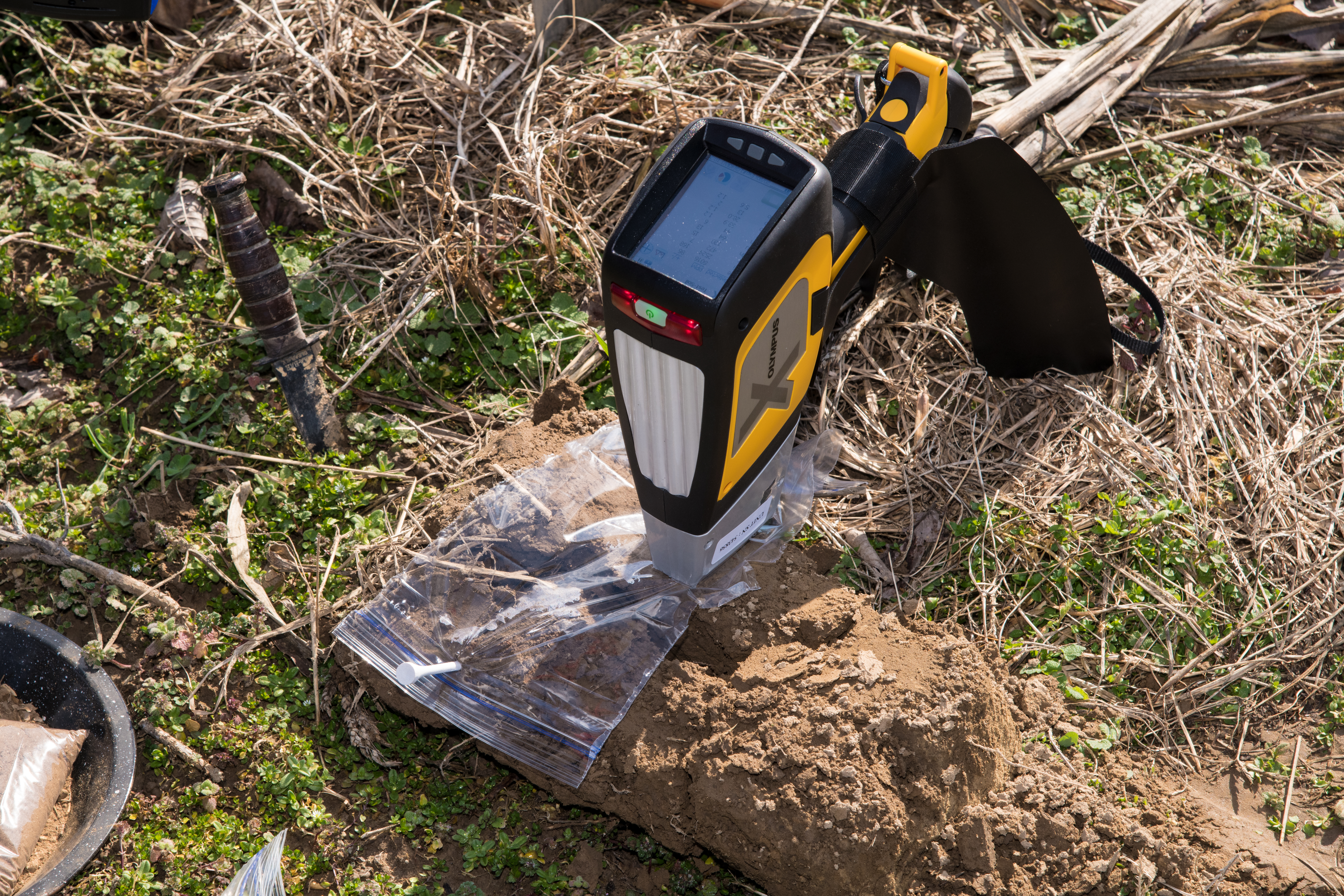
Um analisador portátil de FRX usando um detector de desvio de silício

Na análise por dispersão de energia, dispersão e detecção são uma única operação, como já mencionado acima. Contador proporcional a gás ou vários tipos de detectores de estado sólido (diodo PIN, Si(Li), Ge(Li), detector de deriva de silício SDD) são usados. Todos eles compartilham o mesmo princípio de detecção: um fóton de raios X incidente ioniza um grande número de átomos detectores com a quantidade de carga produzida sendo proporcional à energia do fóton incidente. A carga é então coletada e o processo se repete para o próximo fóton. A velocidade do detector é obviamente crítica, pois todos os portadores de carga medidos têm que vir do mesmo fóton para medir a energia do fóton corretamente (a discriminação do comprimento do pico é usada para eliminar eventos que parecem ter sido produzidos por dois fótons de raios X chegando quase simultaneamente). O espectro é então construído dividindo o espectro de energia em compartimentos discretos e contando o número de pulsos registrados em cada compartimento de energia. Os tipos de detectores de EDXRF variam em resolução, velocidade e meios de resfriamento (um baixo número de portadores de carga livre é crítico nos detectores de estado sólido): contadores proporcionais com resoluções de várias centenas de eV cobrem a extremidade inferior do espectro de desempenho, seguidos por detectores de diodo PIN, enquanto os Si(Li), Ge(Li) e SDDs ocupam a extremidade superior da escala de desempenho.

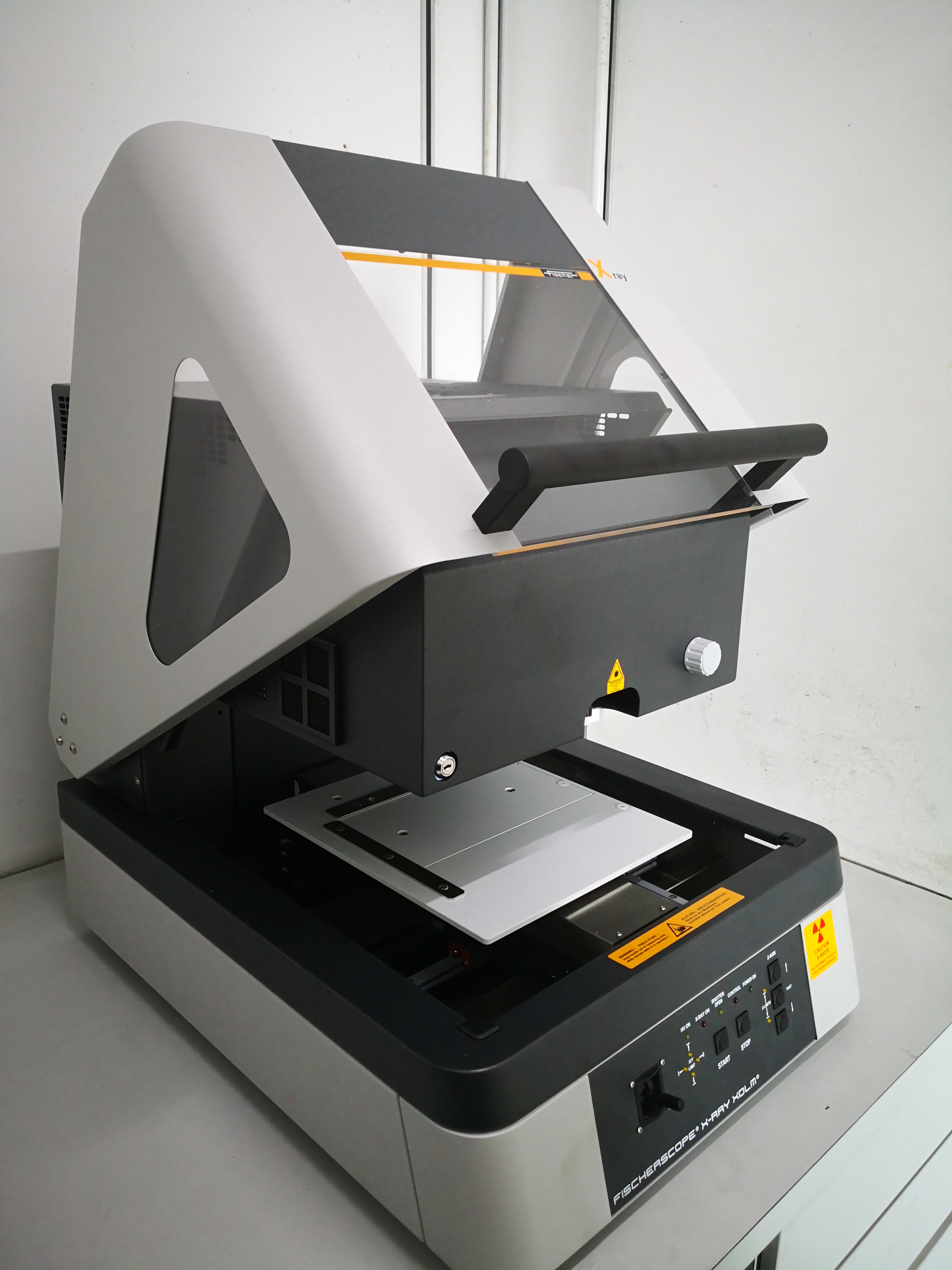
Um espectrômetro de fluorescência de raios X da empresa Helmut Fischer que é usado para verificar a espessura do revestimento de metais e qualquer contaminação potencial de materiais não aprovados por RoHS.

Na análise por dispersão de comprimento de onda, a radiação de comprimento de onda único produzida pelo monocromador é passada para um fotomultiplicador (um detector semelhante a um contador Geiger) que conta fótons individuais conforme eles passam. O contador é uma câmara contendo um gás que é ionizado por fótons de raios X. Um eletrodo central é carregado a (tipicamente) +1700 V em relação às paredes da câmara condutora, e cada fóton dispara uma cascata de corrente semelhante a um pulso através deste campo. O sinal é amplificado e transformado em uma contagem digital acumulada. Essas contagens são então processadas para obter dados analíticos.